# وزارة الداخلية (تركيا)
وزارة الداخلية في الجمهورية التركية ((بالتركية: İçişleri Bakanlığı)‏)، وهي أحد أهم الوزارات التركية، مسؤولة عن الأمن الداخلي في تركيا.

## الوزراء
- الوزير سليمان صويلو 2016 - حتى الآن.
- أفكان آلا - 25 ديسمبر 2013 - حتى 2016
- وقبله كان معمر غولر - 24 يناير 201 – 25 ديسمبر 2013
- إدرس نعيم شاهين (İdris Naim Şahin).[1][1]

## روابط خارجية
الموقع الرسمي
 (Turkish)